# Maytenus
Maytenus é um género botânico pertencente à família Celastraceae. Distribuída em algumas partes da América: no norte até o México e no sul até a Terra do Fogo; no sul da Ásia: (Iêmem, Malásia e Tailândia); e África: Ao noroeste nas Ilhas Canárias, ao nordeste na Etiópia, e sul na África do Sul. Cresce em uma grande variedade de climas, desde o tropical ao subpolar.
A seguinte lista de espécies ocorre no Brasil:

## Espécies no Brasil
- Maytenus acanthophylla Reissek
- Maytenus aquifolia Mart.
- Maytenus ardisiaefolia Reissek
- Maytenus basidentata Reissek
- Maytenus boaria Molina
- Maytenus brasiliensis Mart.
- Maytenus cassineformis Reissek
- Maytenus catingarum Reissek
- Maytenus cestrifolia Reissek
- Maytenus communis Reissek
- Maytenus comocladiaeformis Reissek
- Maytenus dasyclada Mart.
- Maytenus distichophylla Mart. ex Reissek
- Maytenus ebenifolia Reissek
- Maytenus erythroxyla Reissek
- Maytenus evonymoides Reissek
- Maytenus floribunda Reissek
- Maytenus glaucescens Reissek
- Maytenus gonoclada Mart.
- Maytenus guianensis Klotzsch ex Reissek
- Maytenus horrida Reissek
- Maytenus ilicifolia Mart. ex Reissek
- Maytenus imbricata Reissek
- Maytenus krukovii A.C.Sm.
- Maytenus laevis Reissek
- Maytenus laurina Briq.
- Maytenus littoralis Carv.-Okano
- Maytenus longifolia Reissek ex Loes.
- Maytenus macrocarpa (Ruiz & Pav.) Briq.
- Maytenus macrophylla Mart.
- Maytenus magnifolia Loes.
- Maytenus micrantha A.C.Sm.
- Maytenus muelleri Schwacke
- Maytenus myrsinoides (Kunth) Urb.
- Maytenus obtusifolia Mart.
- Maytenus officinalis Mabb.
- Maytenus opaca Reissek
- Maytenus patens Reissek
- Maytenus quadrangulata (Schrad.) Loes.
- Maytenus radlkoferiana Loes.
- Maytenus rigida Mart.
- Maytenus robusta Reissek
- Maytenus rupestris Pirani & Carv.-Okano
- Maytenus salicifolia Reissek
- Maytenus samyedaformis Reissek
- Maytenus schumanniana Loes.
- Maytenus subalata Reissek
- Maytenus truncata Reissek
- Maytenus urbaniana Loes.

Outras espécies:
- Maytenus abbottii, A.E.van Wyk
- Maytenus addat, (Loes.) Sebsebe
- Maytenus boaria - Maitén
- Maytenus brasiliensis Mart. (Brasil
- Maytenus canariensis, (Loes.) Kunk. & Sund.
- Maytenus clarendonensis, Britton
- Maytenus crassipes, Urb.
- Maytenus communis Reiss. (Brasil)
- Maytenus curtissii, (King) Ding Hou
- Maytenus cymosa Krug et Urban -
- Maytenus dhofarensis, Sebsebe
- Maytenus eggersii, Loes.
- Maytenus elongata (Urban) Britt.
- Maytenus harenensis, Sebsebe
- Maytenus harrisii, Krug & Urb.
- Maytenus ilicifolia  Congorosa
- Maytenus jamesonii, Briq.
- Maytenus jefeana, Lund.
- Maytenus laevis
- Maytenus laevigata (Vahl) Griseb. ex Eggers
- Maytenus magellanica -  Leña dura
- Maytenus manabiensis, Loes.
- Maytenus matudai, Lundell
- Maytenus microcarpa, F. & R.
- Maytenus oleosa, A.E.van Wyk & R.H.Archer
- Maytenus ponceana, Britt.
- Maytenus phyllanthoides
- Maytenus stipitata, Lundell
- Maytenus vitis-idaea
- Maytenus williamsii, A. Molina